# Rudolf Juchhoff
Rudolf Juchhoff (* 21. März 1894 in Lüdenscheid; † 2. August 1968 in Köln) war ein deutscher Bibliothekar.

## Leben
Nach der Reifeprüfung am Realgymnasium in Lüdenscheid studierte Rudolf Juchhoff Germanistik und Romanistik an den Universitäten Marburg/L., Münster, Berlin und Bonn. Er promovierte 1921 in der letztgenannten Universität, außerdem legte er dort das Staatsexamen für den höheren Schuldienst ab. Von 1921 bis 1945 arbeitete  er als Bibliothekar an der Preußischen Staatsbibliothek Berlin, wo er u. a. (bis 1928) Mitarbeiter beim Gesamtkatalog der Wiegendrucke war. Seit 1947 leitete er den Zentralkatalog für die wissenschaftlichen Bibliotheken des Landes Nordrhein-Westfalen, ab 1952 war er außerdem an der Universitäts- und Stadtbibliothek Köln tätig, zunächst als deren stellvertretender Direktor, von 1955 bis 1959 als Direktor.
Als Dozent wirkte Juchhoff am Bibliothekar-Lehrinstitut des Landes Nordrhein-Westfalen, 1956 wurde er zum Honorarprofessor für Buch- und Bibliothekswissenschaft der Universität Köln berufen.

## Schriften (Auswahl)
- Beiträge zur Kenntnis der Reimtechnik der frühmittelhochdeutschen Gedichte geistlichen Inhalts (von ca. 1060 – ca 1070). Dissertation Universität Bonn 1921.
- Drucker- und Verlegerzeichen des XV. Jahrhunderts in den Niederlanden, England, Spanien, Böhmen, Mähren und Polen (= Die Drucker- und Buchhändermarken des XV. Jahrhunderts, Bd. 3). Verl. der Münchner Drucke, München 1927.
- Sammelkatalog der biographischen und literarkritischen Werke zu englischen Schriftstellern des 19. und 20. Jahrhunderts (1830–1958). Verzeichnis der Bestände deutscher Bibliotheken. Scherpe, Krefeld 1959.
- Kölnische und niederrheinische Drucker am Beginn der Neuzeit in aller Welt. Bibliophilen-Gesellschaft, Köln 1960.
- Kleine Schriften zur Frühdruckforschung (= Bonner Beiträge zur Bibliotheks- und Bücherkunde, Bd. 24). Bouvier, Bonn 1974, ISBN 3-416-00895-2.